# Roger Rondeaux
Roger Rondeaux (Mareuil-le-Port, Marne, 15 d'abril de 1920 - La Rochelle, 24 de gener de 1999) va ser un ciclista francès que combinà el ciclisme en ruta amb el ciclocròs. En aquesta darrera especialitat és on aconseguí els majors èxits esportius, destacant tres campionats del món, el 1951, 1952 i 1953.

## Palmarès
- 1947
  -  Campió de França de ciclocròs
- 1948
  -  Campió de França de ciclocròs
- 1949
  -  Campió de França de ciclocròs
- 1951
  -  Campió del món de ciclocròs
  -  Campió de França de ciclocròs
- 1952
  -  Campió del món de ciclocròs
  -  Campió de França de ciclocròs
  - 1r a la Pujada a Arantzazu i vencedor de 2 etapes
  - 1r al ciclocròs de Martini
- 1953
  -  Campió del món de ciclocròs
  -  Campió de França de ciclocròs
- 1954
  -  Campió de França de ciclocròs